# Cicurina brunsi
Cicurina brunsi là một loài nhện trong họ Dictynidae.
Loài này thuộc chi Cicurina. Cicurina brunsi được miêu tả năm 2004 bởi Cokendolpher.